# Friedrich Kettner
Friedrich Kettner, geboren als Schulem Katz, seit 1910 offiziell Friedrich Katz (* 24. Januar 1886 in Czernowitz, Österreich-Ungarn; † März 1957 in den USA) war ein österreichisch-amerikanischer Lehrer, philosophischer Autor und Dichter. Nach seiner Immigration in die USA nannte er sich Frederick Kettner. Der Name Kettner wurde ihm von Lotte Brunner, der Stieftochter des Philosophen Constantin Brunner ausgesucht. Kettner spielt eine besondere Rolle in der Wirkungsgeschichte der Philosophie Brunners. Er ist der Gründer des sogenannten „Ethischen Seminars“ in Czernowitz, eines lebensreformerischen, praktisch-philosophisch orientierten Seminars, an dem auch die Dichterin Rose Ausländer teilnahm.

## Leben

### Jugend und Studium in Wien und Czernowitz
Kettner studierte in Wien und promovierte 1919 in Czernowitz, wo er auch als Lehrer arbeitete.
1911 wandte er sich bezüglich des Brunner’schen Werkes Spinoza gegen Kant und die Sache der geistigen Wahrheit (1909, 1910) an den Philosophen Constantin Brunner. Er besuchte diesen auch persönlich und begann darauf Brunners Grundwerk Die Lehre von den Geistigen und vom Volk (1908, 1927) zu lesen. Bei einem neuerlichen Privatbesuch begeisterte Brunner ihn auch sehr für sein neues Werk Der Judenhaß und die Juden (verfasst 1913, veröffentlicht 1918, 1919, 1974).

### Das „Ethische Seminar“ in Czernowitz

Constantin Brunner (1862–1937), dessen Philosophie eine zentrale Rolle in Kettners Seminar spielte.

Als Kettner in den folgenden Jahren eigene philosophische Arbeiten an Brunner schickte, reagierte dieser aufgrund der „Leerheit“ und „bestimmungslosen Allgemeinheit“ der Aufsätze sehr ablehnend. Auch die 1915 an Brunner gesandten Gedichte bezeichnete dieser als „Schund“. So wandte sich Kettner erst 1920 wieder an Brunner, nachdem er ein Jahr zuvor in Czernowitz ein „Ethisches Seminar“ gegründet hatte, in dem er unabhängig von staatlichen Bildungseinrichtungen vor einem Kreis junger Personen Vorträge hielt und Studiengruppen einrichtete. Die Themen des Seminars waren Brunner, Spinoza, Platon und die Bibel. Mit diesem Seminar verfolgte Kettner ein lebenspraktisches Interesse, weniger ein theoretisches: Er versuchte Constantin Brunners Idealgemeinschaft von sogenannten „Geistigen“ als eine Gemeinschaft von „geistigen Spinozisten“ praktisch zu etablieren.
Vor allem bei den intellektuell Orientierten der jüdischen Jugendbewegung Haschomer Hazair fand Kettner Anklang. Positiv auf das Interesse wirkten die politische Nachkriegslage, die antisemitischen Pogrome in Osteuropa, die junge Zionisten in eine lebenspraktische Sinnsuche versetzten, sowie Kettners begeisternde Art. Schon die erste Zusammenkunft des Seminars war überfüllt. Brunner kannte Kettners Vorträge nicht, beurteilte das Ethische Seminar aber zwiespältig, nachdem er Kettners Fähigkeiten ohnehin seit längerem skeptisch betrachtet hatte. Den Ansatz des Zusammenschlusses zwecks ernsthaften Arbeitens und der individuellen Förderung fand Brunner jedoch gut.
Als Kettner vorhatte, „Pflanzstätten“ des Seminars zu gründen, erhielt er von Brunner keine Unterstützung, da dieser der Meinung war, dass Kettner in Westeuropa keine Wirkung entfalten könne.
1922 veröffentlichte Kettner ein rezeptionistisches Buch zu Brunner mit dem Titel Über Constantin Brunners Werk „Der Judenhaß und die Juden“, in dem er auch auf Spinoza zu sprechen kam und meinte, dieser habe das „Lehrbuch der Wahrheit“ geschaffen, das von den Juden verinnerlicht und befolgt werden müsse, um sich vom Antisemitismus zu befreien.
Seine eigene Lehre, die auf Brunner und Spinoza basiert, nannte Kettner „Biosophie“. Für diese warb er sowohl bei seinen Schülern als auch bei Brunner. Laut dem Brunner-Forscher Jürgen Stenzel handelt es sich bei dieser Lehre „um ein praktisches Vorgehen, durch das die Einsicht in die Wahrheit nachhaltiger in die Lebenspraxis umgesetzt werden soll, als dies bei Brunner der Fall gewesen ist“. Demnach reiche über das „geistige“ Denken eine „Integratio“ hinaus, die im „Ethicum“, d. h. einer ethischen Lebensgemeinschaft, einen ethisch denkenden, neuen Menschen gebären solle. Kettner meinte, seine Seminararbeit, die auf den drei Säulen Redefreiheit, Erkenntnisfreiheit und Lebensfreiheit aufbaue, führe in die „Gemeinschaftsfreiheit“.
Das Seminar befand sich jedoch bald im Zerfall und Kettner sah sich als verkanntes Genie. Während die einen Schüler bald den persönlichen Kontakt zu Brunner suchten und das Studium Brunners und Spinozas intensiv fortsetzten, distanzierten sich andere sowohl von Kettner als auch von Brunner und deren Schülern. Einige wenige hielten noch zu Kettner und ermöglichten ihm die Emigration in die USA.

### In Amerika
In den USA begann Kettner ab 1923 eine recht aufsehenerregende Laufbahn als Spinoza-Rezipient. Er übernahm in New York City zeitweilig die von Walter Bernard und Rose Ausländer gegründete Brunner-Gruppe. Bis 1926 versuchte Kettner noch, Brunner für seine Sache zu gewinnen und sich von ihm autorisieren zu lassen, jedoch vergeblich. So veröffentlichte Kettner, wie zuvor bereits angedroht, eine Schrift gegen Brunner, eine Abrechnung mit ihm und eine Darstellung seiner Sicht der Ereignisse im „Ethischen Seminar“. Das Pamphlet erschien 1929 in Wien unter dem Titel Die erste Spinoza-Gemeinschaft oder der Anti-Egoist. Ein ethisches Drama – und ein Vor-Wort an Constantin Brunner.
1928 gründete Kettner die Gemeinschaft der Spinoza Lovers, 1929 das Roerich Spinoza Center.
1930 gab er die Zeitschrift Spinoza in America heraus, die ab 1932 The Spinoza Quarterly und ab 1933 The Biosophical Review hieß.
In Buenos Aires gründete er das Instituto Biosofico Argentino, in Chicago das Biosophical Institute, in New York die School for Biosophical Peace Research within Man sowie einige weitere Institute und die Biosophy Press.
1932 veröffentlichte er sein Hauptwerk Spinoza, the Biosopher. Es folgten noch einige weitere Bücher zum Thema persönlicher und politischer Frieden. Darunter waren auch Gedichtsammlungen, z. B. Back to the Nameless One (1934) oder Life and Spirit (biosophical poems) (1948).
1939 trat Kettner zusammen mit anderen Prominenten in einer Dokumentation zum Thema Demokratie und Frieden mit dem Titel World Leaders on Peace and Democracy auf. Neben Kettner waren in dem Film Edvard Beneš, Nicholas Murray Butler, Arthur H. Compton, Albert Einstein, Cordell Hull, Harold L. Ickes, Thomas Mann, Robert A. Taft und Harold Urey vertreten. Der Film wurde von Lawrence Dorfman, dem Präsidenten des American Institute of Motion Pictures, produziert.

## Werke
- Über Constantin Brunners Werk „Der Judenhaß und die Juden“. Wien 1922.
- Die erste Spinoza-Gemeinschaft oder der Anti-Egoist. Ein ethisches Drama – und ein Vor-Wort an Constantin Brunner. Wien 1929.
- Spinoza, the Biosopher. New York 1932.
- The need for a secretary of peace. New York 1937.
- Biosophy and character education. New York 1937.
- Back to the nameless one. Biosophical poems. New York 1939.
- The synthesis of science and religion. New York 1939.
- Leonardo da Vinci. The biosopher. New York 1940.
- Winning the war and a lasting peace. New York 1942.
- The four freedoms. A basis for a better world. New York 1943.
- Spiritual purpose in life. New York 1945.
- Character or chaos. New York 1946.
- The struggle for spiritual essence. New York 1947.
- Life and spirit. Biosophical poems. New York 1948.
- The need for a thousand year plan. New York 1949.
- Biosophy and spiritual democracy. A basis for world peace. New York 1954.
- The religion of friendship. (ohne Jahr)